# 迪爾菲爾德鎮區 (密歇根州利文斯頓縣)
迪爾菲爾德鎮區（英語：Deerfield Township）是位於美國密歇根州利文斯頓縣的一個行政鎮區。

## 地方資料
迪爾菲爾德鎮區的面積為97.50平方千米，當中陸地面積為93.70平方千米，而水域面積為3.80平方千米。根據2020年美國人口普查的數據，當地共有人口4166人，而人口密度為每平方千米42.73人。